# Kópavogskirkja

Kópavogskirkja

Kópavogskirkja

Die Kópavogskirkja ist die weithin sichtbare Pfarrkirche der 1952 gegründeten Gemeinde Kópavogur auf dem Kópavogur-Hügel nahe Reykjavík. Sie wurde von den Architekten Hörður Bjarnason und Ragnar Emilsson entworfen und nach vierjähriger Bauzeit am 16. Dezember 1962 geweiht.
Die Kópavogskirkja, die äußerlich die Form eines Zentralbaus hat, ist im Inneren wie eine Saalkirche organisiert. Ihr Grundriss basiert auf dem griechischen Kreuz. Der Altar liegt im Osten und die Orgel auf einer Empore im Westen. Auch im Norden und Süden wurden Emporen eingebaut, die für Kirchenbesucher bestuhlt sind.
Die Kirchenfenster, gestaltet von Gerður Helgadóttir und in Deutschland angefertigt, sind vorwiegend in den Farben blau und rot gehalten und erzeugen im Inneren ein stimmungsvolles Licht. Das Gemälde links vom Altar, das Jesus bei der Segnung der Kinder zeigt, malte die Künstlerin Barbara Árnason (1911–75), die ebenfalls die vier Gemälde an der Kanzel gestaltete und Mitglied der Kirchengemeinde war.
Mit ihren übereinander geschobenen Schalen erinnert die Kópavogskirkja an das Sydney Opera House von Jørn Utzon. Der Kirchturm mit zwei Glocken wurde unweit westlich der Kirche errichtet.